# Altdorf bei Nürnberg
Altdorf bei Nürnberg város Németországban, a Nürnberger Land kistérségben, Nürnbergtől mintegy 25 kilométernyire délkeletre. Lakosainak száma 15 746 fő (2023. december 31.).

## Története
800 körül a frank királyi udvar székhelye volt. Első írásos említése 1129-ből maradt fenn. 1281-ben császári fennhatóság alá került. 1299-ben elzálogosították Emich von Nassau grófnak.
1360-ban említik először vásárként, 1387-ben városként. Ekkor kezdődött a városfalak és védőárkok kiépítése. 1393-ban Albert nürnbergi várgróf veje, Swantibor pomerániai herceg eladta Ruprecht pfalzi grófnak. 1504-ben Nürnberg birodalmi város fennhatósága alá került.
1622-ben elismert egyeteme 1809-ig állt fenn. Itt tanult többek között Albrecht von Wallenstein és Gottfried Wilhelm Leibniz.
1806-ban Nürnberggel együtt a Bajor Királysághoz került.
1945 és 1965 között a tartomány igazgatási központja.

## Népesség
| Lakosok száma | 3160 | 5507 | 8895 | 12 612 | 15 111 | 15 175 | 15 274 | 15 191 | 15 563 | 15 746 |
|               | 1875 | 1950 | 1975 | 1987   | 2012   | 2014   | 2016   | 2017   | 2021   | 2023   |

## Fordítás
- Ez a szócikk részben vagy egészben  az   Altdorf bei Nürnberg című német Wikipédia-szócikk fordításán alapul.  Az eredeti cikk szerkesztőit annak laptörténete sorolja fel. Ez a jelzés csupán a megfogalmazás eredetét és a szerzői jogokat jelzi, nem szolgál a cikkben szereplő információk forrásmegjelöléseként.